# 1958年5月3日月食
1958年5月3日月食为一次在协调世界时1958年5月3日出現的月偏食。該次月食半影食分為0.992、全影食分為0.015。偏食維持了13分。

## 概述
這次月食的食分是14.69，偏食維持了13分。

## 基本參數
- 類型：月偏食
- 食甚資料：
  - 日期：1958年5月3日
  - 時間：12:13
  - 月球位置：赤經14.69度、赤緯-14.6度
  - 食分：半影食分：0.992、全影食分：0.015
  - 持續時間：偏食13分

## 外部連結
- NASA月食專頁（页面存档备份，存于）（英文）